# Lebien
Lebien is een plaats en voormalige gemeente in de Duitse deelstaat Saksen-Anhalt en maakt deel uit van de gemeente Annaburg in de Landkreis Wittenberg.
Lebien telt 344 inwoners.

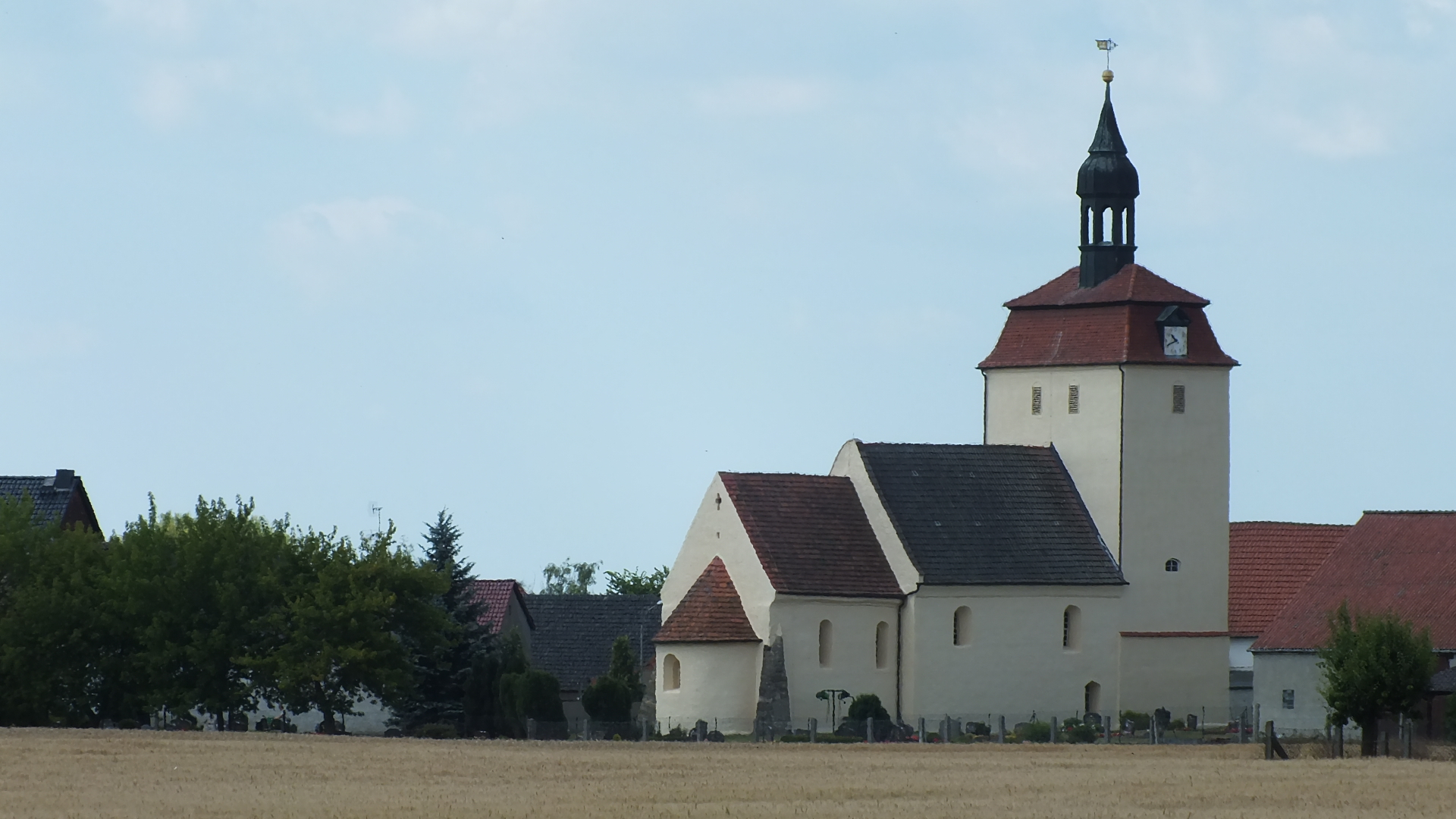
Kerk van Lebien
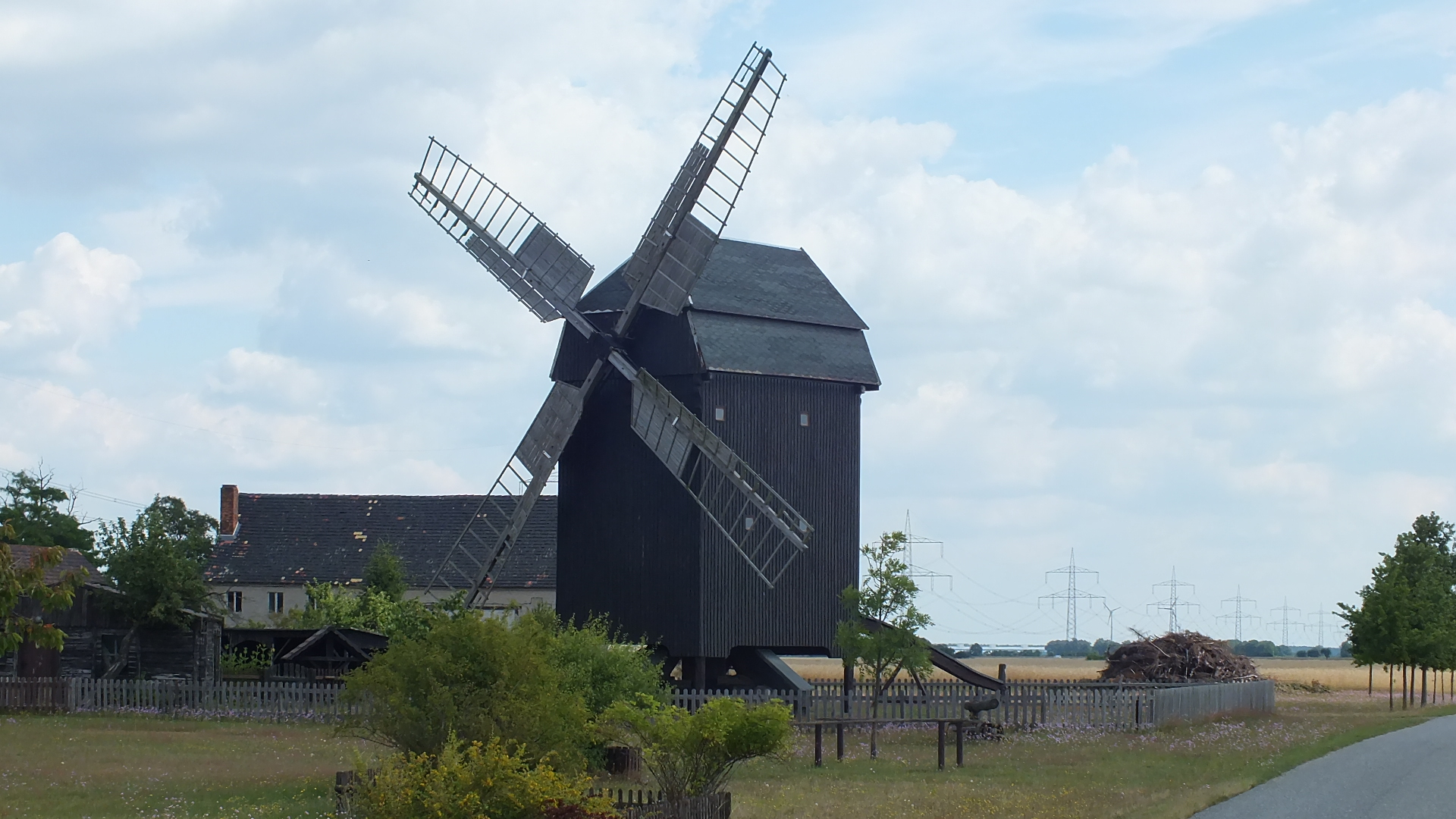
Molen in Lebien